# Eilema mauritia
Eilema mauritia là một loài bướm đêm thuộc phân họ Arctiinae, họ Erebidae.